# 금암초등학교 (경기)
금암초등학교는 대한민국 경기도 오산시에 있는 공립 초등학교이다.

## 학교 연혁
- 2009.01.01 금암초등학교 설립 인가
- 2009.09.01 초대 노양현 교장 부임
- 2009.09.01 금암초등학교 입교(초등 6학급, 병설유치원 1학급 편성)
- 2009.09.18 금암초등학교 개교식
- 2012.02.15 초등 16(1) 학급, 병설유치원 3(1)학급 편성
- 2012.02.15 제3회 졸업식(총 졸업생 176명)
- 2012.03.01 제2대 오병출 교장 부임
- 2015.03.01 제3대 황명선 교장 부임
- 2016.09.01 제4대 주선희 교장 부임

## 참고 자료
- 금암초등학교 - 한국교육학술정보원 학교알리미